# Moncalvo
Moncalvo ist eine Gemeinde in der italienischen Provinz Asti (AT), Region Piemont.

## Lage und Einwohner
Moncalvo liegt rund 20 km nördlich von der Provinzhauptstadt Asti entfernt. Die Gemeinde liegt auf einer Höhe von 305 m s.l.m. im Montferrat. Das Gemeindegebiet umfasst eine Fläche von 17 km² und hat 2771 Einwohner (Stand 31. Dezember 2023). Die Nachbargemeinden sind Alfiano Natta, Castelletto Merli, Cereseto, Grana, Grazzano Badoglio, Ottiglio, Penango und Ponzano Monferrato.

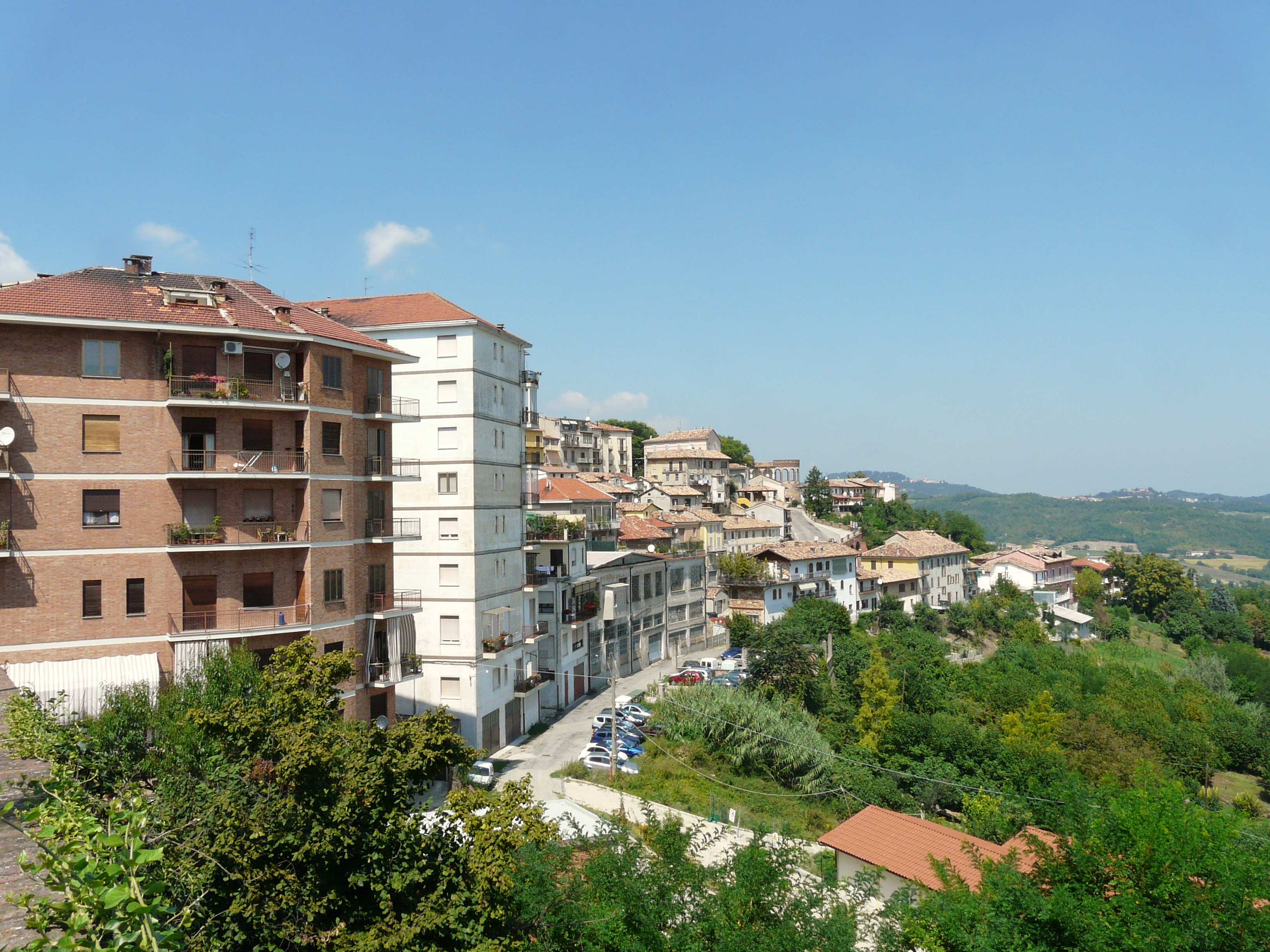
Panorama

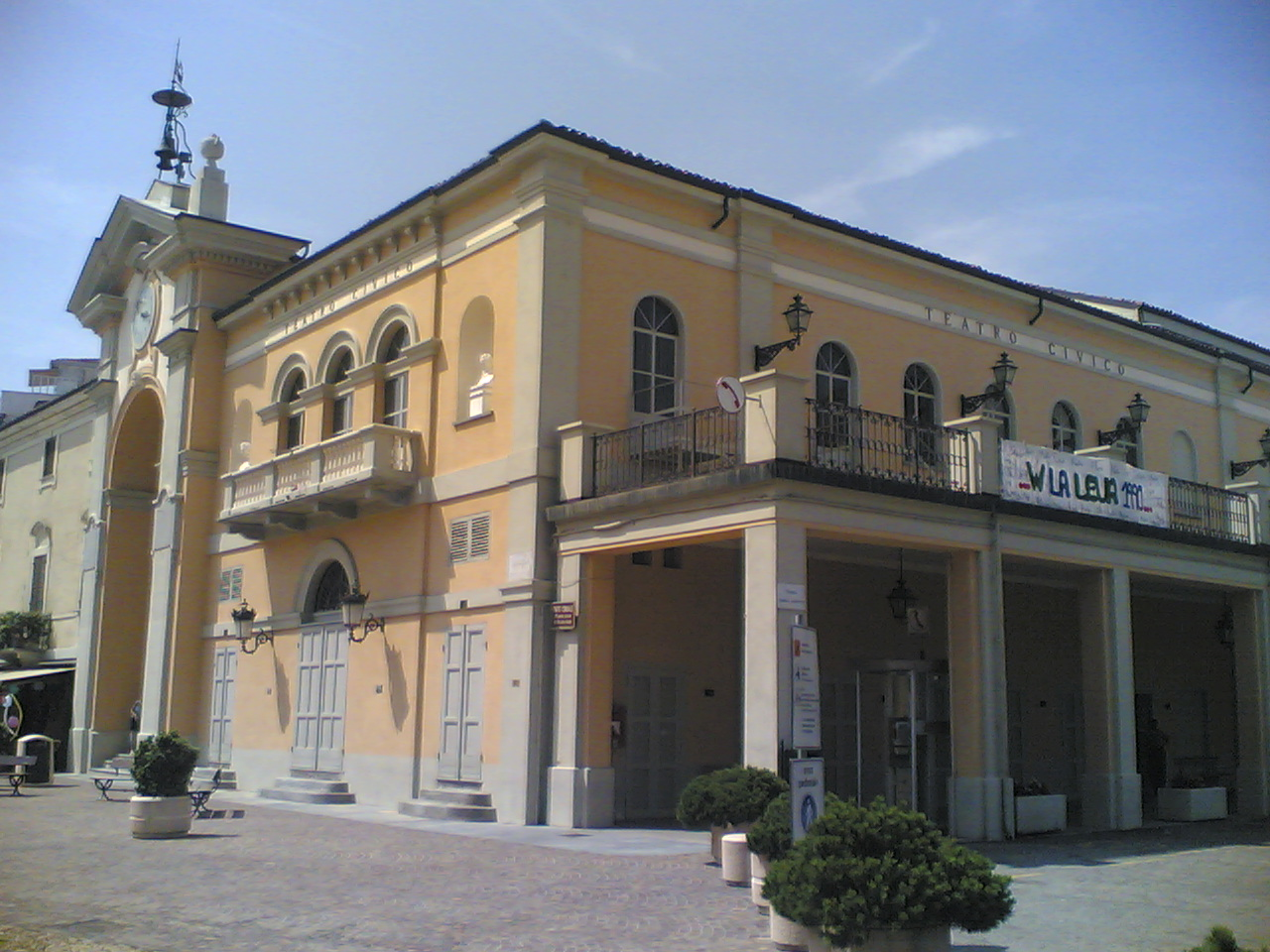
Das kommunale Theater

## Persönlichkeiten
- Guglielmo Caccia, genannt Il Moncalvo, (* 1568 in Montabone; † 1625 in Moncalvo) war ein italienischer Maler der späten Renaissance.

## Festung
Moncalvo wird von einer Festung aus dem 14. Jahrhundert beherrscht, die in der Folgezeit von den Monferrater Markgrafen ausgebaut wurde.

## Kulinarische Spezialitäten
In Moncalvo werden Reben der Sorte Barbera für den Barbera d’Asti, einen Rotwein mit DOCG Status, sowie für den Barbera del Monferrato angebaut.
Hier findet, seit 1955, die nach Alba bedeutendste Trüffelmesse des Piemont statt.

## Gemeindepartnerschaft
- Patti